# Guarda Veneta
Guarda Veneta – miejscowość i gmina we Włoszech, w regionie Wenecja Euganejska, w prowincji Rovigo.
Według danych na rok 2004 gminę zamieszkiwały 1153 osoby, 67,8 os./km².